# Otepää (commune)
Pour les articles homonymes, voir Otepää (homonymie).
Otepää (en estonien : Otepää vald) est une commune située dans le comté de Valga en Estonie. Son chef-lieu est la ville d'Otepää.

## Géographie
Elle s'étend sur 520 km2 dans le nord-est du comté. 

## Histoire
Elle est créée lors de la réorganisation administrative d'octobre 2017 par la fusion de l'ancienne commune du même nom avec celles de Puka et de Sangaste et une partie de Palupera.

## Démographie
en 2019, la population s'élevait à 6 456 habitants.